# Sam Levinson

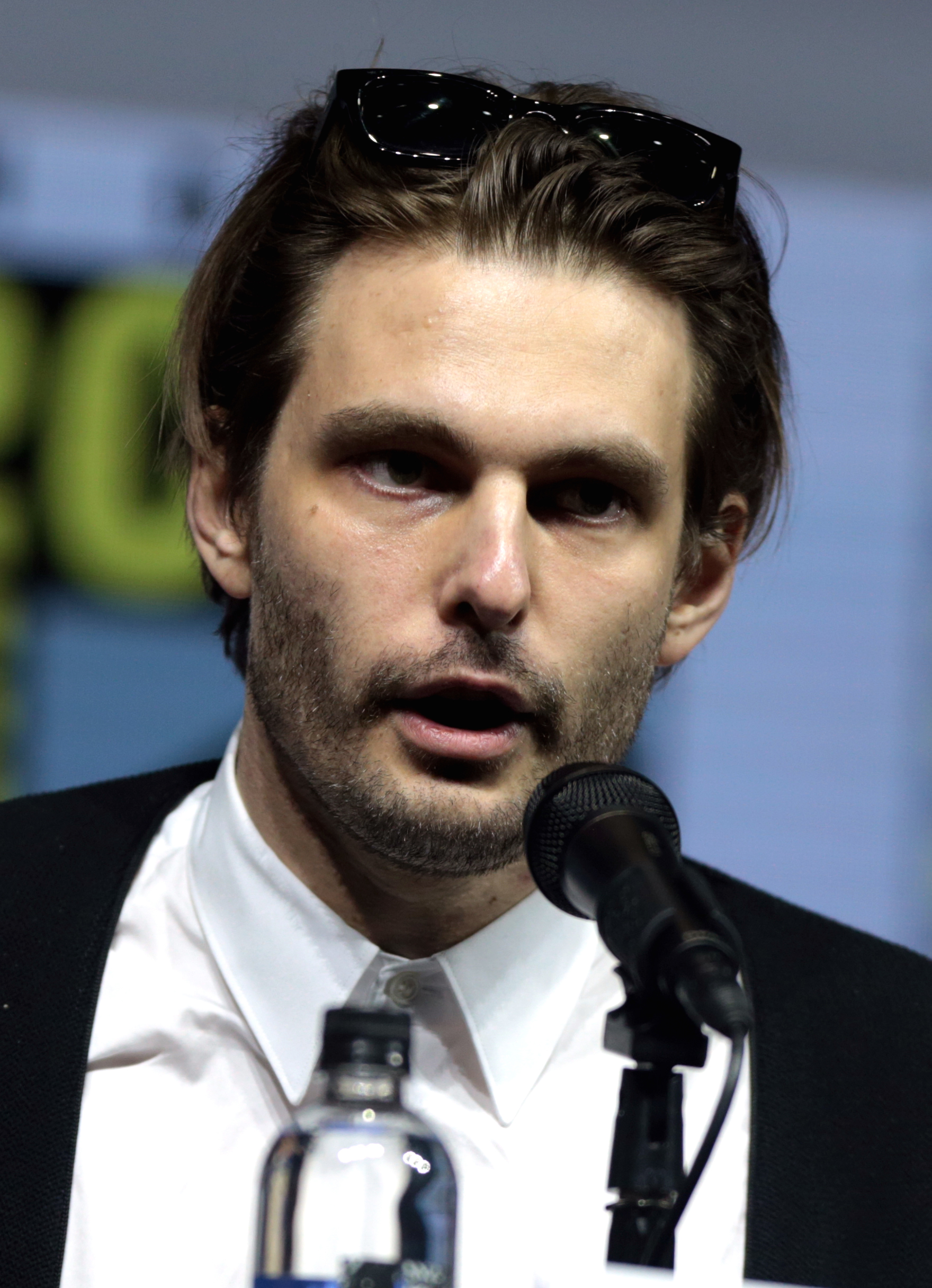
Sam Levinson auf der San Diego Comic-Con International (2018).

Samuel Levinson (* 8. Januar 1985) ist ein US-amerikanischer Schauspieler, Filmregisseur, Drehbuchautor und Filmproduzent. Er wurde vor allem durch seinen Film Assassination Nation und als Schöpfer der HBO-Serie Euphoria bekannt.

## Leben
Levinson ist der Sohn von Diana Rhodes und dem Filmregisseur Barry Levinson. Als Teenager hatte Levinson mit Depressionen, Angstzuständen und Drogenkonsum zu kämpfen. Er hat vier Jahre lang Method Acting studiert. Von 2008 bis 2011 war er mit der Schauspielerin Ellen Barkin zusammen. Levinson ist mit Ashley Levinson verheiratet, mit der er einen Sohn hat.

## Karriere
Levinson gab sein Schauspieldebüt im Film Toys (1992), zusammen mit seinem Bruder Jack. Zu seinen späteren Arbeiten als Schauspieler zählen Banditen! (2001), Inside Hollywood (2008), die wie auch Toys von Sams Vater Barry Levinson stammen, sowie Siegburg (2009).
Sein erstes Drehbuch schrieb er zusammen mit Brian Watanabe für den Film Operation: Endgame. Als alleiniger Drehbuchautor und Regisseur leitete er seinen ersten Film 2011. Für Another Happy Day, in dem Ellen Barkin die Hauptrolle übernahm, gewann er den Waldo Salt Screenwriting Award des Sundance Film Festival. 2017 schrieb er das Drehbuch für The Wizard of Lies – Das Lügengenie, für den sein Vater Barry die Regie übernahm. In der Hauptrolle war Robert De Niro als Bernie Madoff zu sehen. Seine nächste Regiearbeit war der Film Assassination Nation, für den er auch das Drehbuch schrieb. Der Film feierte auf dem Sundance Film Festival 2018 Premiere. Im Jahr 2019 entwickelte und schrieb er die HBO-Serie Euphoria, für die er auch der Hauptregisseur war. HBO verlängerte die Serie im selben Jahr um eine weitere Staffel.
Weitere Projekte waren Pieces of a Woman und Malcolm & Marie, einer der ersten Hollywood-Filme, der nach dem Drehstopp aller Produktionen aufgrund der COVID-19-Pandemie produziert wurde. In den Hauptrollen sind John David Washington und Zendaya zu sehen.
Im März 2022 wurde die Literaturverfilmung Tiefe Wasser veröffentlicht, an dessen Drehbuch er beteiligt war.

## Filmographie

### Schauspieler
- 1992: Toys
- 2001: Banditen! (Bandits)
- 2008: Inside Hollywood (What Just Happened)
- 2009: Siegburg (Stoic)

### Filme
- 2010: Operation: Endgame
- 2011: Another Happy Day
- 2017: The Wizard of Lies – Das Lügengenie (The Wizard of Lies)
- 2018: Assassination Nation
- 2021: Malcolm & Marie
- 2022: Tiefe Wasser (Deep Water)

### Serien
- seit 2019: Euphoria
- 2023: The Idol

## Auszeichnungen
Sundance Film Festival 2011
- Auszeichnung: Waldo Salt Screenwriting Award
- Nominierung: Grand Jury Prize: Dramatic

Writers Guild of America Award 2018
- Nominierung: Television: Long Form – Adapted

Toronto International Film Festival 2018
- Nominierung: People’s Choice Award: Midnight Madness

British Academy Television Award 2020
- Nominierung: Beste Fernsehserie (International)